# مصطفى بوري
مصطفى بوري هو روائي وممثل مسرحي جزائري من مواليد جوان سنة 1975 

## مولده ونشأته
وُلد مصطفى بوري في الثاني من جوان من العام 1975 وترعرع في مدينة سعيدة التي تبعد عن العاصمة الجزائرية بحوالي 450 كلم غربا، عاش مصطفى بوري بحي شعبي يسمى حي الرائد مجدوب، حيث كان مولعا بالرياضة والفن، وكان يهوى الخط العربي ويحسن سبعة أنواع منه بما فيها خط الثلث، ويقول عن نفسه في حوار أجرته معه الإذاعة الجزائرية أن فن الخط كان البوابة التي دخل عبرها إلى عالم الفن والإبداع.

## دراسته
درس مصطفى بوري في الجامعة تخصص إعلام آلي للتسيير بعد حصوله على الباكالوريا شعبة المحاسبة سنة 1993، لكنه سرعان ما تنبه إلى أن الاختصاص لا يناسبه، فأعاد البكالوريا سنة 1996 ليسجل بالمعهد الوطني للتكوين العالي لإطارات الشباب والرياضة بعين الترك وهران، وبعد تخرجه سنة 2000 مكث بضع سنوات بطالا يقتات من فنه المسرحي، ثم تم توظيفه، وخلال ذلك تابع دراسته تخصص قانون إلى أن نال شهادة الكفاءة المهنية للمحاماة سنة 2010 عن جامعة سعيدة.

## أعماله المسرحية
شارك مصطفى بوري في نحو عشرين من الأعمال المسرحية ممثلا، ثم كتب وأخرج بضع أعمال للأطفال و أخرى للكبار، من أعماله للأطفال :
- مسرحية " الجسر"

. وله أعمال للكبار منها
- "امرأة برأسين"
- "أنا والبعوضة"
- مسرحية "الحوش" الكوميديا
- مسرحية "نينا" التي أنتجها المسرح الجهوي بسعيدة

## مهنته ومنصبه
عمل مصطفى بوري كمربي متخصص في الشباب وأسس جمعية تُعنى بالشباب وحمايتهم من الآفات الاجتماعية، وكانت الجمعية أيضا ضمن أهدافها تكوين الشباب وإدماجهم في عالم الفن وصرفهم عن الأفات الاجتماعية، ثم تقلد منصب مدير لأحد المراكز الثقافية بذات الولاية ثم مديرا لدار الشباب ، وهو حاليا يشغل منصب مندوب محلي للشباب بعد ترقيته إلى منصب مستشار الشباب.

## مؤلفاته
كتب مصطفى بوري أعمالا عديدة في المسرح خاصة، منها 
1)"مسرحية الشبيه- القضية 22-22" التي ستصدر قريبا والتي سيتولى المسرح الوطني الجزائري إنتاجها، ذات المسرحية كانت قد نالت جائزة التأليف المسرحي بالمهرجان الوطني للمسرح المحترف سنة 2022.
2) البروفات الأخيرة" الفائزة بجائزة كتارا للرواية العربية 2023
3) "ذكريات من الزمن القادم" الفائزة بجائزة الدوحة للكتابة الدرامية 2020

## جوائزه
الوطنية:
1- جائزة أحسن عرض متكامل في اختصاص الوان مان شو في مهرجان سيدي بلعباس سنة 2014 عن عرض بعنوان "رحلة مجنونة"
2- جائزة أحسن نص مونودرامي عن نص "أنا والبعوضة" مهرجان تندوف 2022
3- جائزة التأليف المسرحي عن نص مسرحية "الشبيه" المهرجان الوطني للمسرح المحترف الجزائر 2022.
الجوائز الدولية:
1- جائزة الدوحة للكتابة الدرامية فئة النص المسرحي عن نص "ذكريات من الزمن القادم" 2020
2- جائزة كتارا للرواية العربية فئة الرواية غير المنشورة عن رواية "البروفات الأخيرة" 2023